# Baksa (Syrie)
Pour les articles homonymes, voir Baksa.
Baksa (en arabe : بكسا) est un village du gouvernorat de Lattaquié, au nord-ouest de la Syrie. Il est situé au nord de la ville de Lattaquié. Les villes et villages voisins sont al-Chamiyeh, Kirsana et al-Qandjareh au nord, Bourj al-Qasab à l'ouest, Sitmarkho à l'est et Sqoubin au sud. La population  était de 3 001 habitants au recensement de 2004. Les habitants sont en majorité alaouites.